# Aler pivot

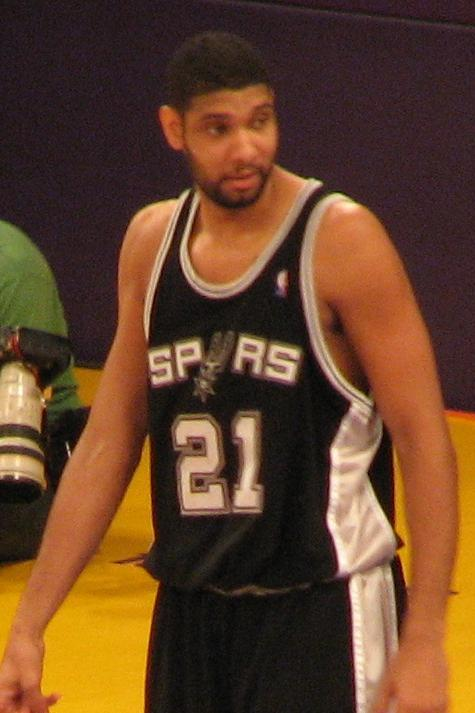
Tim Duncan, considerat el millor aler pivot de la història de l'NBA.

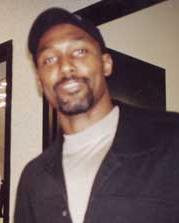
Karl Malone, aler pivot destacat de la dècada dels 80 i els 90.

La posició d'aler pivot (col·loquialment, el "quatre", en anglès power forward) constitueix una de les cinc posicions bàsiques del bàsquet. Normalment, els jugadors que juguen en aquesta posició solen ser més físics que els alers, amb més altura i en molts casos d'un joc molt similar al pivot. Ofensivament, solen jugar d'esquena a cistella, mentre que defensivament, treballen sota cistella en una defensa en zona o bé marcant a l'aler pivot en una defensa individual. La posició d'aler pivot implica una varietat de responsabilitats, com ara el rebot, la configuració de la pantalla, la protecció de la cistella i l'anotació.
Els alers pivot destaquen per la seva habilitat d'anotació des de la mitjana distància (de 3,7 m a 5,5 m). En el passat, aquesta habilitat era considerada pròpia de l'estil de joc europeu. En l'actualitat, alguns alers pivot han desenvolupat la seva tècnica de tir fins a arribar a incloure el triple en el seu repertori ofensiu.

## Millors jugadors de la història de l'NBA a la posició d'aler pivot
- Elvin Hayes (Washington Bullets).
- Jerry Lucas (Cincinnati Royals).
- Karl Malone (Utah Jazz).
- Kevin McHale (Boston Celtics).
- Bob Pettit (St. Louis Hawks).
- Nate Thurmond (San Francisco Warriors).
- Charles Barkley (Phoenix Suns).
- Dennis Rodman (Detroit Pistons).
- Tim Duncan (San Antonio Spurs).[1][5]
- Kevin Garnett (Minnesota Timberwolves).
- Dirk Nowitzki (Dallas Mavericks).